# 诺南库尔
诺南库尔（法語：Nonancourt，法語發音：[nɔnɑ̃kuʁ]）是法国厄尔省的一个市镇，位于该省南部偏东，属于埃夫勒区。

## 地理
诺南库尔（48°46'35"N, 1°11'35"E）面积7.21 平方千米，位于法国诺曼底大区厄尔省，该省份为法国北部内陆省份，北起滨海塞纳省，西接奧恩省和卡爾瓦多斯省，南至厄尔-卢瓦省，东临瓦兹省、瓦兹河谷省和伊夫林省。
与诺南库尔接壤的市镇（或旧市镇、城区）包括：德鲁瓦西、拉马德莱娜-德诺南库尔、圣吕班德容什雷、阿夫尔河畔当皮埃尔。

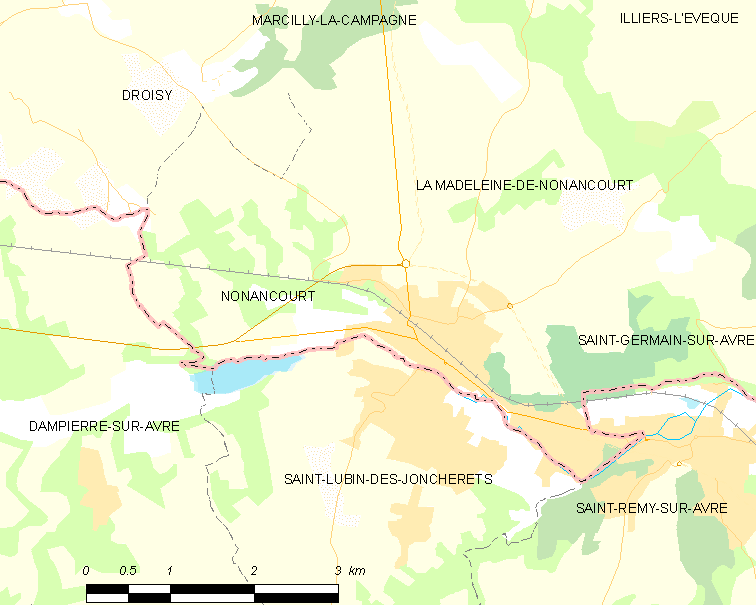
诺南库尔的OSM定位图

诺南库尔的时区为UTC+01:00、UTC+02:00（夏令时）。

## 行政
诺南库尔的邮政编码为27320，INSEE市镇编码为27438。

## 政治
诺南库尔所属的省级选区为阿夫尔河和伊通河畔韦尔讷伊县。

## 人口

1962-2008年间诺南库尔人口变化图示

诺南库尔于2022年1月1日时的人口数量为2300人。